# Liste der denkmalgeschützten Objekte in Hronsek
Die Liste der denkmalgeschützten Objekte in Hronsek enthält die 19 nach slowakischen Denkmalschutzvorschriften geschützten Objekte in der Gemeinde Hronsek im Okres Banská Bystrica.

## Denkmäler
| Foto |                 | Denkmal / č. ÚZPF                                 | Standort / Konskr. Nr.                                   | Offizielle Beschreibung                      | Beschreibung                                                       | Metadaten                                                                 |
| ---- | --------------- | ------------------------------------------------- | -------------------------------------------------------- | -------------------------------------------- | ------------------------------------------------------------------ | ------------------------------------------------------------------------- |
| ja   | Datei hochladen | Schloss(sk) ObjektID: 601-53/1                    | Hronsecká cesta 63 Standort KG: Hronsek Konskr.Nr.: 28   |                                              |                                                                    | č. NKP: 601-53/1 Stand des NKP: 2012-02-08 Name: KAŠTIEL                  |
| ja   | Datei hochladen | Holzkirche(sk) ObjektID: 601-51/1                 | Krcméryho ul. 7 Standort KG: Hronsek Konskr.Nr.: 85      | ev.a.v.artikulárny - Artikulárny kostol      | evangelische Kirche                                                | č. NKP: 601-51/1 Stand des NKP: 2012-02-08 Name: KOSTOL DREVENÝ           |
| ja   | Datei hochladen | hölzerner Glockenturm(sk) ObjektID: 601-51/2      | Krcméryho ul. 5 Standort KG: Hronsek Konskr.Nr.: 87      | 0                                            |                                                                    | č. NKP: 601-51/2 Stand des NKP: 2012-02-08 Name: ZVONICA DREVENÁ          |
| ja   | Datei hochladen | Gedenkpfarrhof(sk) ObjektID: 601-145/0            | Krcméryho ul. 86 Standort KG: Hronsek Konskr.Nr.: 86     | Krcméry Štefan,Krcméry A. - Evanjelická fara | für Štefan Krčméry, August Horislav Krčméry - evangelische Pfarrei | č. NKP: 601-145/0 Stand des NKP: 2012-02-08 Name: FARA PAMÄTNÁ            |
| BW   | Datei hochladen | Park(sk) ObjektID: 601-53/2                       | Krcméryho ul. 0 Standort KG: Hronsek Konskr.Nr.:         | 0                                            |                                                                    | č. NKP: 601-53/2 Stand des NKP: 2012-02-08 Name: PARK                     |
| BW   | Datei hochladen | Brunnen(sk) ObjektID: 601-53/3                    | Krcméryho ul. 0 Standort KG: Hronsek Konskr.Nr.:         | 0                                            |                                                                    | č. NKP: 601-53/3 Stand des NKP: 2012-02-08 Name: FONTÁNA                  |
| ja   | Datei hochladen | Schloss(sk) ObjektID: 601-54/1                    | Zámocká ul. 4-6 Standort KG: Hronsek Konskr.Nr.: 138-139 | Hrad dolný bývalý                            | frühere untere Burg                                                | č. NKP: 601-54/1 Stand des NKP: 2012-02-08 Name: KAŠTIEL                  |
| BW   | Datei hochladen | Vorhof(sk) ObjektID: 601-54/2                     | Zámocká ul. 4-6 Standort KG: Hronsek Konskr.Nr.: 138-139 |                                              |                                                                    | č. NKP: 601-54/2 Stand des NKP: 2012-02-08 Name: NÁDVORIE                 |
|      | Datei hochladen | Brunnen(sk) ObjektID: 601-54/3                    | Zámocká ul. 4-6 KG: Hronsek Konskr.Nr.: 138-139          | kamenná                                      |                                                                    | č. NKP: 601-54/3 Stand des NKP: 2012-02-08 Name: STUDNA                   |
| BW   | Datei hochladen | Torturm(sk) ObjektID: 601-54/4                    | Zámocká ul. 4-6 Standort KG: Hronsek Konskr.Nr.: 138-139 | vstupná                                      | Eingang                                                            | č. NKP: 601-54/4 Stand des NKP: 2012-02-08 Name: VEŽA BRÁNOVÁ             |
| ja   | Datei hochladen | südwestliche Bastion(sk) ObjektID: 601-54/5       | Zámocká ul. 4-6 Standort KG: Hronsek Konskr.Nr.: 138-139 |                                              |                                                                    | č. NKP: 601-54/5 Stand des NKP: 2012-02-08 Name: BAŠTA JUHOZÁPADNÁ        |
| ja   | Datei hochladen | nordwestliche Bastion(sk) ObjektID: 601-54/6      | Zámocká ul. 4-6 Standort KG: Hronsek Konskr.Nr.: 138-139 |                                              |                                                                    | č. NKP: 601-54/6 Stand des NKP: 2012-02-08 Name: BAŠTA SEVEROZÁPADNÁ      |
| ja   | Datei hochladen | nordöstliche Bastion(sk) ObjektID: 601-54/7       | Zámocká ul. 4-6 Standort KG: Hronsek Konskr.Nr.: 138-139 |                                              |                                                                    | č. NKP: 601-54/7 Stand des NKP: 2012-02-08 Name: BAŠTA SEVEROVÝCHODNÁ     |
|      | Datei hochladen | Pferdestall(sk) ObjektID: 601-54/8                | Zámocká ul. 4-6 KG: Hronsek Konskr.Nr.: 138-139          | 0                                            |                                                                    | č. NKP: 601-54/8 Stand des NKP: 2012-02-08 Name: KONIAREN                 |
| BW   | Datei hochladen | Wirtschaftsgebäude(sk) ObjektID: 601-54/9         | Zámocká ul. 4-6 Standort KG: Hronsek Konskr.Nr.: 138-139 | severovýchodný hosp.objekt                   | nordöstliches Wirtschaftsgebäude                                   | č. NKP: 601-54/9 Stand des NKP: 2012-02-08 Name: STAVBA HOSPODÁRSKA SV    |
| BW   | Datei hochladen | Wirtschaftsgebäude(sk) ObjektID: 601-54/10        | Zámocká ul. 4-6 Standort KG: Hronsek Konskr.Nr.: 138-139 | juhozápadný hospodársky objekt               | südwestliches Wirtschaftsgebäude                                   | č. NKP: 601-54/10 Stand des NKP: 2012-02-08 Name: STAVBA HOSPODÁRSKA JZ   |
| ja   | Datei hochladen | Brücke(sk) ObjektID: 601-54/11                    | Zámocká ul. 4-6 Standort KG: Hronsek Konskr.Nr.: 138-139 | padací most                                  | Zugbrücke                                                          | č. NKP: 601-54/11 Stand des NKP: 2012-02-08 Name: MOST                    |
| ja   | Datei hochladen | Graben(sk) ObjektID: 601-54/12                    | Zámocká ul. 4-6 Standort KG: Hronsek Konskr.Nr.: 138-139 | vodná                                        | Wassergraben                                                       | č. NKP: 601-54/12 Stand des NKP: 2012-02-08 Name: PRIEKOPA                |
|      | Datei hochladen | Archäologische Fundstätte(sk) ObjektID: 601-54/13 | Zámocká ul. 4-6 KG: Hronsek Konskr.Nr.: 138-139          | skúmané - renes.opevnenie+slov.sídl          | untersucht - Renaissancebefestigung + slowenische Siedlung         | č. NKP: 601-54/13 Stand des NKP: 2012-02-08 Name: ARCHEOLOGICKÉ NÁLEZISKO |

## Legende
Die Tabelle enthält im Einzelnen folgende Informationen:
| Foto:                    | Fotografie des Denkmals. |
| Denkmal / č. ÚZPF:       | Die Übersetzung der Bezeichnung des Denkmals, wie sie vom Slowakischen Denkmalamt (Pamiatkový úrad Slovenskej republiky) verwendet wird. Die Originalbezeichnung ist unter dem Fragezeichen angegeben. Fehlt die Übersetzung, so wird die Originalbezeichnung direkt angezeigt. Weiters ist die Objekt-Identifikationsnummer (Objekt ID) angeführt. Sie ist die offizielle, in der Slowakei eindeutige Nummer č. ÚZPF inklusive der zugehörigen Zählnummer, wie sie in den Daten des Denkmalamtes angegeben wird. Da diese nur innerhalb eines Landkreises gezählt wird, ist dessen Nummer der Denkmalnummer vorangestellt. |
| Standort:                | Wenn in der Liste vorhanden, ist die Adresse angegeben. In Klammern kann sich noch eine zusätzliche Adresse befinden, wenn es beispielsweise ein Eckhaus ist. Bei freistehenden Objekten ohne Adresse (zum Beispiel bei Bildstöcken) ist eine Adresse angegeben, die in der Nähe des Objekts liegt. Durch Aufruf des Links Standort wird die Lage des Denkmals in verschiedenen Kartenprojekten angezeigt. Darunter sind die Katastralgemeinde (KG) und, wenn vorhanden, die Konskriptionsnummer (Konskr. Nr.) angegeben.                                                                                                   |
| Offizielle Beschreibung: | Es ist die Kurzbeschreibung auf Slowakisch, wie sie in den offiziellen Listen angegeben ist, eingetragen. |
| Beschreibung:            | Kurze Angaben zum Denkmal auf Deutsch. |
| Metadaten:               | Zusätzlich werden, wenn in den persönlichen Einstellungen das Helferlein Dauerhaftes Einblenden von Metadaten aktiviert ist, ebensolche angezeigt. |

- Karte mit allen Koordinaten:
- OSM |
- WikiMap